# Arnaud Art
Pour les articles homonymes, voir Art.
Arnaud Art (né le 28 janvier 1993 à Hannut) est un athlète belge, spécialiste du saut à la perche.

## Carrière
Le 21 juin 2015 à Héraklion, il porte son record personnel à 5,65 m pour terminer 3e de la Première Ligue des Championnats d'Europe par équipes.
Le 22 juillet 2017 à Cologne, il égale le record de Belgique à 5,70 m. 5 jours plus tard, à Leverkusen, il le porte à 5,71 m.
Le 6 août, il se qualifie pour la finale des championnats du monde de Londres en sautant une barre à 5,60 m à son premier essai, mais ne parvient pas à franchir la première barre de la finale à 5,50 m.
Le 28 janvier 2018, à Rennes, il porte son record personnel en salle à 5,62 m. Le 18 juillet, à Liège, il bat son propre record de Belgique avec 5,72 m.

## Palmarès
| Date | Compétition                       | Lieu             | Résultat | Marque |
| ---- | --------------------------------- | ---------------- | -------- | ------ |
| 2015 | Championnats d'Europe par équipes | Heraklion        | 3e       | 5,65 m |
| 2015 | Championnats d'Europe espoirs     | Tallinn          | 7e       | 5,30 m |
| 2016 | Championnats d'Europe             | Amsterdam        | 11e      | 5,30 m |
| 2017 | Championnats du monde             | Londres          | finale   | NM     |
| 2018 | Championnats d'Europe             | Berlin           | 9e       | 5,65 m |
| 2018 | Ligue de diamant                  | Ligue de diamant | finale   | NM     |

## Records
| Épreuve          | Épreuve   | Performance | Lieu   | Date            |
| ---------------- | --------- | ----------- | ------ | --------------- |
| Saut à la perche | Plein air | 5,72 m      | Liège  | 18 juillet 2018 |
| Saut à la perche | En salle  | 5,62 m      | Rennes | 28 janvier 2018 |